# Бабенко Микола Вікторович
Микола Вікторович Бабенко (нар. 17 вересня 1980 року) — юрист, адвокат, громадсько-політичний діяч. Народний депутат України IX скликання.

## Життєпис

### Освіта
У 1997 році закінчив школу-інтернат для дітей-сиріт № 3.
У 2002 році закінчив Інститут міжнародних відносин Київського національного університету імені Тараса Шевченка за спеціальністю «міжнародне приватне право».
У 2005 році — аспірантуру юридичного факультету Київського національного університету імені Тараса Шевченка.

### Професійна кар'єра
Трудову діяльність розпочав у 2001 році помічником юриста.
У 2003 році, отримавши право на здійснення адвокатської діяльності, розпочав приватну юридичну практику.
Був засновником підприємств у галузі дорожнього будівництва та іншої інженерної діяльності.
З 2010 року — депутат Київської обласної ради VI скликання.
З 27 лютого 2014 до 10 листопада 2015 роки — Голова Київської обласної ради.
Голова громадського об'єднання «Біла Церква Разом».
З 2015 року — засновник та директор ТОВ «БіоПромЕнерго» та Центру залучення інвестицій «BC Invest».

### Політична діяльність
На виборах до Верховної Ради 2019-го був висунутий кандидатом в народні депутати від партії «Біла Церква разом» по одномандатному виборчому округу № 90. В результаті здобув перемогу з результатом 28,2 %. 6 грудня 2019 року увійшов до депутатської групи «Довіра». Секретар Комітету Верховної Ради з питань соціальної політики та захисту прав ветеранів, голова підкомітету з питань регулювання трудових відносин та зайнятості населення.
22 липня 2025 року голосував за закон України 12414 який був ухвалений з порушенням Регламенту Верховної Ради України та підпорядкував НАБУ та САП Генеральному прокурору і викликав масові протести.

## Сімейний стан
Одружений, виховує сина.